# Itálie na Zimních olympijských hrách 1972
Itálii na Zimních olympijských hrách 1972 reprezentovalo 44 sportovců, z toho 41 mužů a 3 ženy ve 9 sportech.

## Medailisté
| Medaile | Jméno                                                                 | Sport           | Disciplína       |
| ------- | --------------------------------------------------------------------- | --------------- | ---------------- |
| Zlato   | Gustav Thöni                                                          | Alpské lyžování | Muži obří slalom |
| Zlato   | Paul Hildgartner Walter Plaikner                                      | Saně            | Muži dvojice     |
| Stříbro | Gustav Thöni                                                          | Alpské lyžování | Muži slalom      |
| Stříbro | Nevio De Zordo Adriano Frassinelli Corrado Dal Fabbro Gianni Bonichon | Boby            | Muži čtyřbob     |
| Bronz   | Rolando Thoeni                                                        | Alpské lyžování | Muži slalom      |